# Björn Kuipers
Björn Kuipers (Oldenzaal, 28 marzo 1973) è un ex arbitro di calcio olandese.

## Carriera
Figlio di un arbitro, è proprietario della catena olandese di supermercati C1000.
Dopo la classica trafila nelle serie minori, per la stagione 2004-05 viene promosso in Eredivisie e vi esordisce nel 2005 dirigendo le prime tre partite nel massimo campionato olandese. Le buone prestazioni gli consentono di mettersi subito in mostra, tanto che l'attesa per diventare internazionale è veramente breve: riceve infatti la nomina dalla FIFA il 1º gennaio 2006.
Anche in campo internazionale l'arbitro olandese parte subito lanciatissimo: la prima esperienza importante è l'Europeo Under 17 del 2006, nel quale dirige tre partite, tra cui spicca la finale tra Repubblica Ceca e Russia. Nel luglio 2007 dirige per la prima volta una partita della Champions League, incontro valido per il primo turno preliminare, tra i montenegrini del Zeta e i lituani del Kaunas. Nel corso dello stesso anno, fa il suo esordio da internazionale nel campo delle nazionali maggiori: il 17 ottobre dirige infatti l'amichevole tra Austria e Costa d'Avorio.
Il 2008 è probabilmente per Kuipers l'anno della definitiva consacrazione: comincia ad ottenere importanti designazioni in quella che era la Coppa UEFA (poi divenuta Europa League). In quella edizione dirige infatti l'andata del primo turno tra Napoli e Benfica, una partita della fase a gironi, un sedicesimo e un ottavo di finale. In seguito, nel giugno del 2009 è presente al Campionato europeo di calcio Under-21 2009: anche qui ottiene la designazione per la finale, nell'occasione disputatasi tra Germania e Inghilterra, terminata 4-0. In questo periodo inoltre viene promosso nella categoria Elite dell'organico arbitrale UEFA, la più importante.
Dirige alcune partite valide per le qualificazioni al campionato mondiale di calcio 2010 in Sudafrica. A partire dalla Champions League 2009-2010, inizia ad essere stabilmente designato nella massima competizione: in questa edizione ha diretto infatti, oltre a un turno preliminare, anche quattro partite della fase a gironi e l'andata di un ottavo di finale, tra Stoccarda e Barcellona. Nel dicembre 2010 viene selezionato per la coppa del mondo per club FIFA, dove gli viene assegnata una delle due semifinali.
Nell'aprile del 2011 dirige per la prima volta una semifinale di Europa League, nell'occasione la partita di andata tra i portoghesi del Porto e gli spagnoli del Villarreal.
Nell'agosto 2011 l'UEFA lo designa per la Supercoppa tra Barcellona e Porto disputatasi allo stadio Louis II di Monte Carlo,. Nel novembre 2011 è designato per dirigere una delle partite di ritorno degli spareggi per l'accesso a Euro 2012. Gli viene assegnato il match tra Irlanda e Estonia. Nel dicembre 2011 viene selezionato ufficialmente per gli Europei di calcio del 2012 in Polonia ed Ucraina.
Nell'aprile 2012 viene inserito dalla FIFA in una lista di 52 arbitri preselezionati per i Mondiali 2014. Agli Europei in Ucraina e Polonia dirige due partite della fase a gironi: Irlanda-Croazia e Ucraina-Francia, dopodiché viene mandato a casa, assieme ad altri tre colleghi dalla commissione UEFA, prima della fase ad eliminazione diretta.
Nell'aprile 2013 viene designato per la prima volta in carriera per una semifinale di Champions League: nell'occasione dirige la partita di andata tra Borussia Dortmund e Real Madrid. Poco dopo, ottiene la designazione per la finale dell'edizione 2012-13 dell'Europa League. Il 15 maggio 2013 dirige così la sfida tra Benfica e Chelsea presso l'Amsterdam ArenA. Si tratta della sua quarta finale a livello internazionale, dopo le tre già citate (Europei Under 17 2006, Europei Under 21 2009, Supercoppa UEFA 2011). Nel giugno del 2013  viene selezionato dalla FIFA per prendere parte alla Confederations Cup in Brasile. Nell'occasione viene dapprima designato per una partita della fase a gironi, e poi riceve l'onore di dirigere la finalissima tra Brasile e Spagna, disputatasi 30 giugno 2013  nello Stadio Maracanã di Rio de Janeiro. Così, nel giro di circa un mese riceve la seconda finale di fila dopo quella di Europa League del maggio precedente. Nel novembre 2013 viene designato dalla commissione arbitrale FIFA per dirigere il ritorno di Croazia-Islanda, uno degli spareggi UEFA per l'accesso ai mondiali di Brasile 2014.
Il 15 gennaio 2014 viene selezionato ufficialmente per i Mondiali 2014 in Brasile. Il 7 maggio 2014 l'UEFA comunica la sua designazione per la finale della Champions League 2013-2014, in programma il 24 maggio 2014 presso l'Estádio da Luz di Lisbona, tra Real Madrid ed Atlético Madrid. Con tale designazione, l'olandese entra nella cerchia ristretta dei pochi arbitri, uno di essi è lo svizzero Massimo Busacca, ad aver diretto tutte e tre le finali delle maggiori competizioni europee per club: Europa League, Champions League e Supercoppa UEFA. Il 12 giugno 2014, in occasione dei Mondiali 2014, viene designato dalla FIFA per dirigere la partita del girone D tra Italia e Inghilterra. Gli assistenti sono i connazionali Sander Van Roekel ed Erwin Zeistra, il quarto uomo è il guatemalteco Walter Lopez. In seguito,, sempre per la fase a gironi, dirige un'altra sfida, tutta europea tra Svizzera-Francia. Il 28 giugno infine viene designato per gli ottavi di finale, per la gara tra Colombia e Uruguay. Il 7 luglio 2014 termina la sua esperienza in Brasile, essendo tra gli arbitri scartati a seguito del taglio effettuato dopo i quarti di finale e prima delle ultime quattro gare.
Nel novembre 2015 viene designato dalla commissione arbitrale UEFA per dirigere il ritorno del play off di qualificazione ad Euro 2016 tra l'Irlanda e la Bosnia - Erzegovina. Il 15 dicembre 2015 viene ufficialmente selezionato per gli europei del 2016 in Francia. In questa manifestazione viene designato per dirigere due gare della fase a gironi, e successivamente un quarto di finale, tra i padroni di casa della Francia e l'Islanda.
Nell'aprile 2017 viene resa nota dalla FIFA la sua convocazione al Mondiale Under 20, in programma tra maggio e giugno 2017 in Corea del Sud.
Il 9 maggio 2017 dirige la semifinale di ritorno di Champions League tra Juventus e Monaco.
Al Mondiale Under 2020, l'11 giugno 2017 dirige a Suwon la finalissima tra il Venezuela e l'Inghilterra. Nel novembre 2017 è designato dalla FIFA per dirigere un play off UEFA valido per l'accesso ai mondiali di Russia 2018, nello specifico la gara di ritorno tra Grecia e Croazia.
Il 29 marzo 2018 viene selezionato ufficialmente dalla FIFA per i mondiali di Russia 2018.
Il 25 aprile 2018 è chiamato ad arbitrare il match Real Madrid-Bayern Monaco, semifinale di andata di Champions League.
Il 7 maggio 2018 l'UEFA comunica la sua designazione ad arbitro della finale di Europa League 2017-2018, giocata il 16 maggio 2018 presso il Parc Olympique Lyonnais di Lione tra Olympique Marsiglia e Atletico Madrid. Per l'olandese, si è trattata dunque della seconda in carriera, dopo quella del 2013.
Ai mondiali di Russia, dirige due gare della fase a gironi, un ottavo di finale e un quarto di finale. Successivamente viene designato come quarto ufficiale per la finale, diretta dall'argentino Néstor Pitana.
Tra il 2019 ed il 2021 dirige altre tre semifinali di Champions League, portandosi a sei semifinali della massima competizione europea dirette in carriera.
Il 21 aprile 2021, a 48 anni, viene selezionato ufficialmente dalla UEFA per il campionato d'Europa 2020, originariamente previsto per l'anno precedente ma posticipato a causa della pandemia di COVID-19: si tratta del terzo torneo europeo al quale partecipa. Arbitra due gare della fase a gironi e un quarto di finale. L'11 luglio dirige la finale della competizione tra Italia e Inghilterra, vinta dagli azzurri ai tiri di rigore. Verrà poi premiato come miglior arbitro del torneo.
Al termine del torneo riceve il Premio Giulio Campanati, venendo selezionato come miglior arbitro della manifestazione.
Pochi giorni più tardi, il 7 agosto, arbitra Ajax-PSV, finale della Supercoppa d'Olanda, la sua ultima presenza in carriera. Vanta 313 partite nella massima serie olandese e più di 100 partite internazionali.
Con un patrimonio stimato in 12,4 milioni era ritenuto l’arbitro più ricco del mondo.

## Riconoscimenti
- Premio Giulio Campanati, 2020.[18]